# Ruotsinpyhtää
Ruotsinpyhtää (Zweeds: Strömfors) is een voormalige gemeente in het voormalige landschap Itä-Uusimaa. De gemeente had een oppervlakte van 262 km² en telde 2934 inwoners in 2003. Het bestuurscentrum was Ruukki. Begin 2010 werd Ruotsinpyhtää samen met Pernå en Liljendal bij Loviisa gevoegd, dat sinds 2011 in het landschap Uusimaa ligt.
Ruotsinpyhtää was een tweetalige gemeente met Fins als meerderheidstaal (± 80%) en Zweeds als minderheidstaal.
De naam Ruotsinpyhtää betekent Zweeds-Pyhtää en verwijst naar het feit dat dit deel van het oude kerspel Pyhtää in 1743 bij de Vrede van Åbo aan de Zweedse kant van de grens met Rusland kwam te liggen.
Ruotsinpyhtää onderhield een partnerschapsrelatie met Österåker in Zweden en Kohila in Estland.
Askola · Espoo · Hanko · Helsinki · Hyvinkää · Ingå · Järvenpää · Karkkila · Kauniainen · Kerava · Kirkkonummi · Lapinjärvi · Lohja · Loviisa · Myrskylä · Mäntsälä · Nurmijärvi · Pornainen · Porvoo · Pukkila · Raseborg · Sipoo · Siuntio · Tuusula · Vantaa · Vihti
Voormalige gemeenten:
Bromarv · Degerby · Ekenäs · Ekenäs landskommun · Haaka · Huopalahti · Hyvinkään maalaiskunta · Karis · Karjalohja · Kulosaari · Liljendal · Lohjan kunta · Nummi · Nummi-Pusula · Oulunkylä · Pernå · Ruotsinpyhtää · Sammatti · Snappertuna · Tenala